# Minayo Watanabe
Pour les articles homonymes, voir Watanabe.
Minayo Watanabe (渡辺美奈代, Watanabe Minayo, née le 28 septembre 1969) est une chanteuse, actrice, animatrice TV, idole japonaise dans les années 1980. 
Elle débute en 1985 en rejoignant le groupe pop féminin Onyanko Club, sous le numéro "29", sans lien de parenté avec sa collègue homonyme Marina Watanabe ; elle en devient vite un des membres les plus populaires, et débute parallèlement en solo en 1986. Elle continue sa carrière solo après la séparation du groupe en 1987, sortant de nombreux disques pendant les trois années suivantes, et joue dans des drama et quelques films dans les années 1990. Après quelques années de retrait, elle réapparaît à la télévision dans des émissions de variétés à la fin des années 2000.

## Liens
- (ja) Minayo Land: Blog officiel
- (ja) Ancien blog officiel
- (en) Fiche sur idollica